# By the Sea (2015)
By the Sea ist ein US-amerikanisches Filmdrama von Angelina Jolie aus dem Jahr 2015. Hauptdarsteller sind Angelina Jolie und Brad Pitt. Premiere hatte er am 5. November 2015 in Los Angeles. In Deutschland kam der Film am 10. Dezember 2015 in die Kinos.

## Handlung
Der Film spielt im Frankreich der 1970er Jahre. Die ehemalige New Yorker Tänzerin Vanessa und ihr Ehemann Roland, ein Schriftsteller, reisen nach Frankreich und checken in einem Hotel eines ebenso verschlafenen wie malerischen kleinen Küstenstädtchens ein. Roland kämpft mit einer Schreibblockade und das desillusionierte Paar mit einer Ehekrise, es driftet während des Hotelaufenthalts immer weiter auseinander. Sie lernen die Einheimischen, wie den Inhaber eines kleinen Cafés Michel und ihre Zimmernachbarn im Hotel Léa und François kennen, die frisch verheiratet sind und im Gegensatz zu Vanessa und Roland ein aktives Sexleben haben.
Immer wieder beobachten Vanessa und Roland das junge Paar durch ein Loch in der Zimmerwand bei Zärtlichkeiten und Sex. Zudem verbringen sie Zeit mit ihren neuen Bekannten, lockern die Routine aus gegenseitigem Anschweigen und Rolands Trinkgelagen etwas auf, ohne ihr wirklich zu entkommen. Im Gegenteil: Durch die voyeuristischen Einblicke in das Liebesleben der Zimmernachbarn kommt es zu größeren Spannungen zwischen Vanessa und Roland.
Während er Liebe und Lust für sie empfindet, verweigert sie jede Berührung und Nähe. Roland konfrontiert Vanessa mehrfach mit der Situation und wirft ihr Eifersucht auf das Glück von Léa und François vor. Kurze Flashbacks zeigen das frühere Liebesleben des Ehepaars und den Verlust eines Babys. Die Situation eskaliert, nachdem Roland seine Frau durch das Loch in der Wand mit François ertappt. Daraufhin reist das junge Paar ab, Roland fährt ihnen nach und begründet das Verhalten seiner Frau mit dem Neid auf die Schwangerschaft von Léa, von der Vanessa wusste.
Nach der erneuten Konfrontation von Vanessa erkennt diese im Kindesverlust den Grund ihres ablehnenden Verhaltens. Das Verhältnis zu Roland entspannt sich langsam, er beginnt wieder zu schreiben. Das Paar kommt sich wieder näher und macht sich nach der Fertigstellung von Rolands Manuskript wieder auf die Heimreise.

## Entstehung & Veröffentlichung
| Figur    | Darsteller      | Deutscher Sprecher       |
| -------- | --------------- | ------------------------ |
| Roland   | Brad Pitt       | Tobias Meister           |
| Vanessa  | Angelina Jolie  | Claudia Urbschat-Mingues |
| Léa      | Mélanie Laurent | Jessica Walther-Gabory   |
| François | Melvil Poupaud  | Stéphane Bittoun         |
| Michel   | Niels Arestrup  | Joe Haggège              |

Das Budget des Films betrug 10 Millionen US-Dollar. Die Dreharbeiten und die Produktion begannen am 19. August 2014 in Malta und endeten am 10. November 2014. Produziert wurde er von Jolie Pas, Plan B Entertainment und den Universal Studios. Nach Mr. & Mrs. Smith ist es der zweite Film, in dem Angelina Jolie und Brad Pitt gemeinsam auftreten.
Die deutsche Synchronisation entstand nach einem Dialogbuch von Klaus Bickert unter der Dialogregie von Christoph Cierpka im Auftrag der RC Production in Berlin.
Bis zum 10. Dezember spielte er in Kanada und den USA insgesamt 538.460 US-Dollar und weltweit 2.796.467 US-Dollar ein. Als der Film auslief, lag das weltweite Einnahmeergebnis bei 3.334.927 US-Dollar.

## Kritiken
Der Film bekam überwiegend negative Kritiken.

“It's like a fashion magazine put out a video to help you sleep.”

„Es ist, als hätte ein Modemagazin ein Video veröffentlicht, das einem beim Einschlafen hilft.“

“It's a movie where every pause is long and every line of dialogue is supposed to carry great meaning, but ultimately sounds weighed down by excess pretension.”

„Es ist ein Film, in dem sich jede Pause in die Länge zieht und jede Dialogzeile bedeutungsschwanger daherkommt, letztlich aber von übertriebener Theatralik erdrückt wird.“

“So boring it defies description. By the Sea is not only a dog; it's a dog that's got fleas.”

„So langweilig, dass es jeder Beschreibung spottet. By the Sea ist nicht bloß ein Hund; es ist ein Hund mit Flöhen.“

“You keep watching not just because she and Brad and the Mediterranean are beautiful, but also because small, surprising details start to take on great importance.”

„Man schaut nicht nur weiter zu, weil sie und Brad und das Mittelmeer so schön sind, sondern auch, weil kleinen, überraschenden Details immer größere Bedeutung zukommt.“